# Akce Bororo
Akce Bororo je československý sci-fi film režiséra Otakara Fuky z roku 1972. Pojednává o setkání s mimozemskou civilizací a tajemném léku z Amazonie. Scénář byl napsán volně podle rukopisu tehdy ještě nevydaného románu Expedice Élauné od Miroslava Hanuše (knižně vyšel až v roce 1985); scenárista Drahoslav Makovička měl možnost nahlédnout i do zápisků samotného A. V. Friče, v nichž našel mj. zmínky o skutečně existujícím kmeni Bororo.

## Děj filmu

### Vlastní děj
V pozůstalosti cestovatele Friče je doktorem Junkem, který se zná s paní Fričovou, nalezena zmínka o zázračném indiánském léku. Junek po léku začne pátrat. Po léku pátrají i zahraniční agenti a také dva mimozemšťané, Seturi a Ori-Ana, kteří Junka sledují – lék je nadějí pro záchranu jejich mimozemské civilizace. Aby se Ori-Ana dostala do Junkovy blízkosti, „náhodou“ mu nabourá auto. Junkovi se představí jako Zuzana Kettnerová, která žije s rodiči v Brazílii. Junek Ori-Anu pozve do restaurace. Když se spolu procházejí, Junek se podivuje nad tím, že jí nevadí intenzivní letní světlo, načež mu Ori-Ana odpoví, že je na intenzivní světlo zvyklá, protože u nich doma je světlo ještě intenzivnější. Junek se do Ori-Any zamiluje a stráví spolu nějaký čas v Tatrách. Junek s Ori-Anou navštíví dr. Burgera, astronoma, který se zajímá o hvězdu Mayu, neboť se domnívá, že by okolo ní mohly obíhat planety. Ori-Ana se podívá do dalekohledu a Burgerovi vypráví, že okolo Mayi obíhají dvě planety a popíše mu je. Burger jí ale nevěří. V Tatrách zjistí dr. Junek náhodou, že Ori-Aniny sluneční brýle jsou vlastně fotoaparát, na kterém jsou zachyceny různé snímky Junka. Rovněž nachází fotografie stromu „Bororo“ a pochopí, proč se Ori-Ana snažila využít jeho známosti s paní Fričovou. U Fričů pak změní v mapě polohu kmenu Bororo a snaží se tak svést Ori-Anu na falešnou stopu. Ori-Ana pak tuto mapu nachází v deníku Alberta Friče a se Seturim odlétá do jižní Ameriky. Do jižní Ameriky odlétá i dr. Junek, aby zjistil, že v místech, kde má žít kmen Bororo, stojí hlavní město Brazílie. Proto alespoň navštíví doma Zuzanu Kettnerovou (Ori-Anu), načež zjistí, že žena, kterou v Praze pod tímto jménem poznal, je někdo úplně jiný.
Po Junkově návratu do Československa ho opět kontaktuje Ori-Ana a Seturi. Junek Ori-Anu donutí k vysvětlení její činnosti, nevěří však, že se jedná o mimozemšťanku.
Ori-Ana požádá Junka, aby ji vzal na místo, kde má přistát kosmická loď mimozemšťanů. Cestou jsou přepadeni cizímí agenty, přičemž Junek uprchne a Seturi je, při pokusu zachránit Ori-Anu, zastřelen. Paní Fričové se rozstoná pes, a tak mu dá lék, který jí zbyl po manželovi. Junek se rozhodne lék prozkoumat a s kolegou provedou experiment. Ten ale dopadne katastrofálně, načež si Junek uvědomí, že za to může voda, protože ve Fričově pozůstalosti je o léku zmínka, že „stačí jenom kapička vody navíc a Bororo už ne život, Bororo pak nic“. Dojdou k závěru, že to je důvod, proč Frič nechtěl lék zpřístupnit pro veřejnost, neboť by mohl být použit jako účinná zbraň.
Ori-Ana pátrá po Junkovi u paní Fričové, kde se dozví, že dr. Junek asi zkoumá v laboratoři starý indiánský lék, který mu dala. Ori-Ana vyhledá na hvězdárně dr. Burgera a žádá jej o pomoc a nakontaktování na Junka. Cestou vlakem za dr. Junkem je agenty otrávena a skončí v nemocnici, kde jí však lékaři nedokážou pomoci. Burger informuje o situaci Junka, který se snaží Ori-Anu zachránit Bororem. Ona to však odmítne a umírá. Při následné honičce agentů s dr. Junkem agenti zahynou.
Junek se vrátí k práci ve výzkumné laboratoři. Po nějaké době je mu oznámeno, že má návštěvu. Tou návštěvou jsou dvojníci Seturiho a Ori-Any.

### Charakteristika děje a natáčení
Film sám o sobě není nijak komplikovaný ani rafinovaný. Hvězdné na něm jsou herecké výkony – Božidara Turzonovová se svou měkkou češtinou a uvěřitelnou zranitelností jednoznačně kraluje. Seturi je odkazem na Spocka ze Star Treku. Vlastimilu Brodskému věříte, že touží objevit planety kolem Mayi. Západní farmaceutičtí agenti jsou jaksepatří prohnilí, až se jeden pousměje. Film dále těží z dobře vybudované atmosféry prostředí. Opravdu jste v jižní Americe, plovoucí mrtvola v řece je jedním z nejlepších hororových efektů socialistického filmu a záběry z přeletu nad Tatrami jsou nádherné. Politika do filmu prosakuje jen v omezené míře, svazákem je jen hlavní hrdina.
Film dostal mnohem menší rozpočet, než kolik se z výsledku zdá. Amazonka se točila na slepém rameni Dunaje a záběry z Rio de Janeira přivezla československá fotbalová výprava. Při točení scény přistání mateřské lodi zavládla soudnost a výsledek neurazí.
Film byl spolu s Morgianou „oceněný“ jako nejhorší film roku. Tehdejší kritika žánru sci-fi nepřála a vzhledem k politické situaci v době točení snímku se film ani nemohl dotknout „existenčních“ témat, jak se u sci-fi čeká.

## Obsazení
| Božidara Turzonovová                     | Ori-Ana alias Zuzana Kettnerová  |
| Svatopluk Matyáš                         | doktor Junek                     |
| Vlastimil Brodský                        | docent Burger                    |
| Zita Kabátová – (mluví Blanka Bohdanová) | Draga Fričová                    |
| Otakar Brousek                           | docent Nousek                    |
| Antonín Brtoun                           | Seturi                           |
| Oldřich Lukeš                            | Zeman, ředitel výzkumného ústavu |
| Václav Štádler                           | špion Scarletti                  |
| Otto Ševčík                              | Krause, bývalý nacista           |
| Jiří Krampol                             | Krauseho spolupracovník          |
| Karel Augusta                            | inženýr Šebestík                 |
| Jiří Pleskot                             | Chaloube                         |
| František Paul                           | redakor Cipro                    |
| Lorna Vančurová                          | skutečná Zuzana Kettnerová       |
| Olga Jungová                             | matka Zuzany                     |
| Radovan Lukavský                         | hlas A. V. Friče                 |